# Baýramaly
Baýramaly – miasto w południowo-wschodnim Turkmenistanie, w wilajecie maryjskim, położone nad rzeką Murgab, w tzw. oazie murgabskiej, 27 km na wschód od miasta Mary. W 2022 roku liczyło ok. 70,4 tys. mieszkańców.
Stanowi ważny ośrodek handlowy i przemysłowy dla rolniczego obszaru uprawy bawełny. W mieście rozwinął się przemysł spożywczy, włokienniczy oraz materiałów budowlanych. Miejscowość funkcjonuje również jako uzdrowisko.
W pobliżu miasta znajduje się stanowisko archeologiczne Merw.

## Populacja
- 1989 – 43 824[3]
- 2022 – 70 376[1]